# Furuholmen (vid Emsalöfjärden, Borgå)
Furuholmen är en ö i Finland. Den ligger i Finska viken och i kommunen Borgå i landskapet Nyland, i den södra delen av landet. Ön ligger omkring 40 kilometer öster om Helsingfors.
Öns area är 2,7 hektar och dess största längd är 360 meter i sydväst-nordöstlig riktning.